# Čibča jezik
Čibča jezik (ISO 639: chb; muisca; čibčanski), izumrli indijanski jezik kojim su govorili istoimeni Chibcha ili Muisca Indijanci na području oko današnje Bogote u Kolumbiji. Svoje ime dao je porodici čibča koja obuhvaća 21 jezik, s 5 izumrlih, među njima i čibčanski.
Pripadnici naroda Čibča danas govore španjolski, a žive u blizini gradova Tocancipa, Cota, Gachancipa i Tenjo. Izumro ke oko 1800.-te.